# Ranomafana nationalpark
Ranomafana nationalpark är en nationalpark i Madagaskar. Den ligger i den centrala delen av landet, 270 km söder om huvudstaden Antananarivo. Ranomafana nationalpark ligger 1 208 meter över havet.
Ranomafana National Park är en nationalpark i sydöstra Madagaskar, i regionerna Haute Matsiatra och Vatovavy. Den etablerades som Madagaskars fjärde nationalpark 1991 efter återupptäckten av den stora bambulemuren (Hapalemur simus) och upptäckten av den gyllene bambulemuren (Hapalemur aureus), upptäckter som gjordes av primatologen Patricia Wright.
Parken skyddar mer än 41 600 hektar tropisk regnskog på höjder från 800 till 1 200 meter och är hem för flera sällsynta arter av växter och djur. Atsinananas regnskogar integrerades senare i Unescos världsarvsregnskogar. Centret ValBio forskningsstation ligger i anslutning till parken och skapades 2003 av Stony Brook University för forskning om biologisk mångfald, samhällelig hälsa och utbildning, miljöforskning och återplantering av skog.
Parkens namn kommer från de malagassiska orden 'rano mafana' ("varmt vatten") på grund av de varma källorna i den närliggande staden Ranomafana.

## Fauna & flora
Det stora antalet höjder i parken ger en mängd olika skogstyper, inklusive låglandsregnskog och molnskog. ] Dessa skogar gör att det finns stor biologisk mångfald. Parken är värd för 90 arter av fjärilar, 112 arter av grodor, 22 arter av ödlor, 22 arter av ormar och 118 arter av fåglar, varav 30 är endemiska i parken. Anmärkningsvärda fåglar är markblåkråkor, blå vanga, tjocknäbbad markblåkråka och brunmesit.
| Tider på dygnet | Arter |
| --- | ----- |
| Dagtid Gyllene bambulemur, Prolemur aureus Stor bambulemur, Prolemur simus Milne-Edwards sifaka, Propithecus edwardsi Svartvit mari, Varecia variegata editorum Ranomafana grå bambulemur, Hapalemur griseus ranomafanensis Rödbukad maki, Eulemur rubriventer Rödfrontad brun lemur, Eulemur rufifrons Daubentonia madagascariensis fingerdjur |       |
| Nattetid Daubentonia madagascariensis fingerdjur Brun muslemur, Microcebus rufus Crossleys dvärglemur, Cheirogaleus crossleyi Peyrieras ulliga lemur, Avahi peyrierasi Sibrees dvärglemur, Cheirogaleus sibreei Småtandad lemur, Lepilemur microdon                                                                                             |       |

## Vetenskaplig forskning
Det finns fyra huvudsakliga platser för vetenskaplig forskning. Talatakely ligger inom gångavstånd från Centre ValBio och är också tillgängligt för turister utanför väg 25. Talatakely är platsen för det ursprungliga forskningslägret och är en av de få platserna i parken där stor bambulemur kan ses.Forskning har utförts i hela parken.
Som med alla nationalparker på Madagaskar krävs en lokal guide för besökare som kommer till parken. Den har sju vandringsleder som varierar i längd från 10 till 20 km och erbjuder möjligheter till fågelskådning, titta på lemurer och se vattenfall.
Kajak- eller kanotpaddling kan ordnas och en bassäng med varma källor ligger i Ranomafana.

## Logi

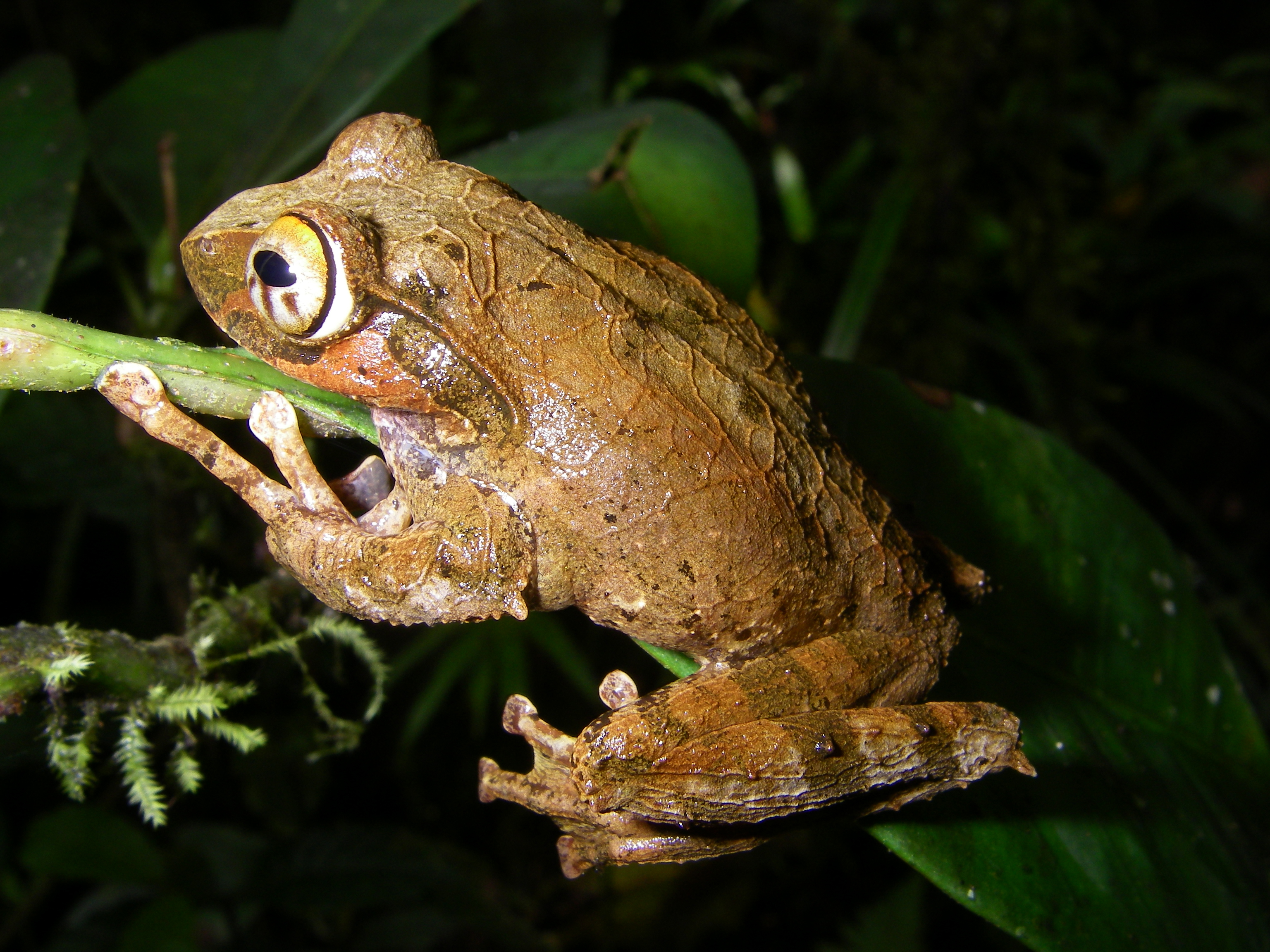
Boophis reticulatus i Ranomafana nationalpark

Det finns en privat ecolodge som administreras av en privat turistarrangör vid ingången till nationalparken. Det finns också flera hotell i byn Ranomafana. Dessutom är det möjligt att campa på campingen nära huvudvägen genom parken eller att hitta boende på Centre ValBio, där det mesta av den vetenskapliga forskningen är baserad.
Parken ligger 65 km (40 mi) nordost om Fianarantsoa och 139 km väster om Mananjary. Parkkontoret ligger vid infarten till byn Ambodiamontana, 6,5 km från staden Ranomafana. Parken genomkorsas av riksväg 25 och riksväg 45.